# Ptichodis immunis
Ptichodis immunis är en fjärilsart som beskrevs av Achille Guenée 1852. Ptichodis immunis ingår i släktet Ptichodis och familjen nattflyn. Inga underarter finns listade.